# 塔伊娜·埃尔格

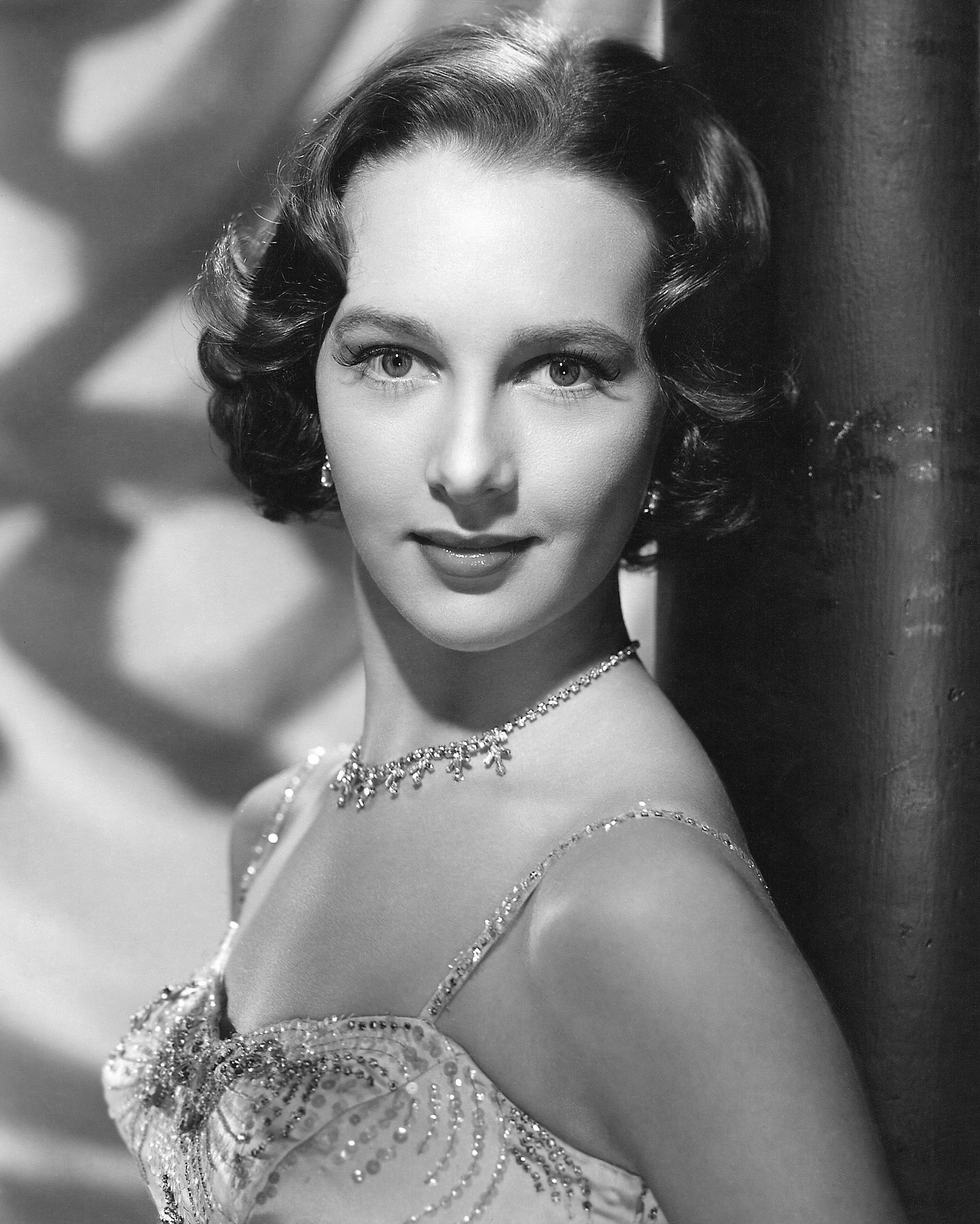

塔伊娜·埃尔格（芬蘭語：Taina Elg，1930年3月9日—2025年5月15日），芬兰裔美国女演员。曾获得金球奖最佳音乐及喜剧类电影女主角。